# Sobradinho EC
Sobradinho EC is een Braziliaanse voetbalclub uit Sobradinho, in het Federaal District.

## Geschiedenis
De club werd opgericht in 1975. In 1985 werd de club voor het eerst staatskampioen en nam dat jaar deel aan de Série B en werd daar in de eerste ronde uitgeschakeld door Americano. Na een tweede titel in 1986 mocht de club aantreden in de Série A en slaagde erin om de tweede groepsfase te bereiken, waar ze echter laatste werden. In 1987 en 1989 speelde de club ook nog in de Série B, zonder succes. Nadat de club in mei 1996 ging samenwerken met Botafogo FR uit Rio de Janeiro en werd de naam gewijzigd in Botafogo Sobradinho EC. Nadat de samenwerking eindigde werd de naam terug gewijzigd.  
In 2018 werd de club 32 jaar na de laatste titel opnieuw staatskampioen.

## Erelijst
Campeonato Brasiliense
1985, 1986, 2018